# Aleksiej Bałandin
Aleksiej Aleksandrowicz Bałandin (ros. Алексей Александрович Баландин, ur. 8 grudnia?/20 grudnia 1898 w Jenisejsku, zm. 22 maja 1967 w Moskwie) – radziecki chemik organik, fizykochemik, akademik Akademii Nauk ZSRR.

## Życiorys
W 1916 ukończył moskiewskie gimnazjum ze złotym medalem. Już w dzieciństwie uczył się obcych języków. Od 1917 do 1923 studiował kolejno na Uniwersytecie Tomskim, Uniwersytecie Piotrogrodzkim i Uniwersytecie Moskiewskim, w 1923 ukończył studia na Uniwersytecie Moskiewskim ze specjalnością fizykochemia. W 1925 został asystentem na Uniwersytecie Moskiewskim i jednocześnie rozpoczął tam aspiranturę, w 1927 obronił pracę dyplomową, w 1929 został adiunktem katedry chemii organicznej i analitycznej. W 1929 został na rok delegowany przez Ludowy Komisariat Oświaty Rosyjskiej FSRR do Niemiec i Francji w celu zapoznania się z osiągnięciami zagranicznej nauki, pracował w laboratorium Bodensteina. Zajmował się m.in. katalizą organiczną, założył laboratorium tej katalizy na Wydziale Chemicznym Moskiewskiego Uniwersytetu Państwowego, w 1940 to laboratorium zostało przekształcone w katedrę katalizy organicznej, którą Bałandin kierował do 1949. W 1934 został profesorem katedry chemii organicznej, w 1935 otrzymał stopień doktora nauk chemicznych, w 1943 został członkiem korepsondentem, a w 1946 członkiem rzeczywistym (akademikiem) Akademii Nauk ZSRR. 17 lipca 1936 został aresztowany i zesłany do Orenburga, w 1939 został zwolniony wskutek interwencji Nikołaja Zielinskiego. Latem 1941 po ataku Niemiec na ZSRR wraz z kadrą naukową został ewakuowany do Kazania, skąd w 1943 powrócił do Moskwy. W 1948 na rok został dziekanem Wydziału Chemicznego Moskiewskiego Uniwersytetu Państwowego. W lutym 1949 został członkiem WKP(b).
31 marca 1949 został ponownie aresztowany i osadzony w więzieniu na Łubiance, następnie skazany na 10 lat łagru; karę odbywał w Norylsku. W 1950 pracował jako chemik w doświadczalnym warsztacie metalurgicznym. W 1953 został zwolniony i zrehabilitowany, ponownie objął funkcję kierownika katedry katalizy organicznej Moskiewskiego Uniwersytetu Państwowego, którą pełnił do 1967. Opublikował 1200 prac naukowych, w tym 4 monografie. Został pochowany na Cmentarzu Nowodziewiczym.

## Odznaczenia i nagrody
- Order Lenina (1954)
- Order Czerwonego Sztandaru Pracy (dwukrotnie)
- Nagroda Stalinowska II stopnia (1946)
- Medal „Za ofiarną pracę w Wielkiej Wojnie Ojczyźnianej 1941–1945”